# Azerbaigian al Junior Eurovision Song Contest
L'Azerbaigian ha debuttato al Junior Eurovision Song Contest nell'edizione 2012, che è stato ospitato ad Amsterdam, nei Paesi Bassi. L'emittente radiotelevisiva azera İctimai TV (İTV) si occupa della selezione del partecipante e della trasmissione in Azerbagian.
Dopo aver gareggiato per due edizioni consecutive dopo il suo debutto, la nazione ha successivamente partecipato alla manifestazione saltuariamente, partecipando solo nel 2018, 2021 e nel 2025.

## Partecipazioni
- Primo posto
- Secondo posto
- Terzo posto
- Ultimo posto

| Anno                                    | Artista         | Canzone                       | Lingua         | Posizione | Posizione |
| Anno                                    | Artista         | Canzone                       | Lingua         | Finale    | Punti     |
| --------------------------------------- | --------------- | ----------------------------- | -------------- | --------- | --------- |
| 2012                                    | Omar & Suada    | Girls & Boys (Dünya Sənindir) | Azero, inglese | 11º       | 49        |
| 2013                                    | Rustam Karimov  | Me and My Guitar              | Azero, inglese | 7º        | 66        |
| Nessuna partecipazione dal 2014 al 2017 |                 |                               |                |           |           |
| 2018                                    | Fidan Hüseynova | I Wanna Be Like You           | Azero, inglese | 16º       | 47        |
| Nessuna partecipazione dal 2019 al 2020 |                 |                               |                |           |           |
| 2021                                    | Sona Azizova    | One of Those Days             | Azero, inglese | 5º        | 151       |
| Nessuna partecipazione dal 2022 al 2024 |                 |                               |                |           |           |
| 2025                                    |                 |                               |                |           |           |

## Storia delle votazioni
Dal 2021, le votazioni dell'Azerbaigian sono state le seguenti: 
Punti dati
| Posizione | Stato               | Punti |
| --------- | ------------------- | ----- |
| 1         | Russia              | 38    |
| 2         | Georgia             | 25    |
| 3         | Bielorussia Ucraina | 23    |
| 5         | Kazakistan Malta    | 16    |

Punti ricevuti
| Posizione | Stato   | Punti |
| --------- | ------- | ----- |
| 1         | Georgia | 28    |
| 2         | Ucraina | 27    |
| 3         | Russia  | 20    |
| 4         | Albania | 17    |
| 5         | Italia  | 16    |